# Thierry Ducès
Pas d'image ? Cliquez ici

a Compétitions nationales et continentales officielles uniquement.

Thierry Ducès, né le 19 janvier 1969 à Auch,Gers, est un ancien joueur rugby à XV français qui évoluait au poste de demi d'ouverture au sein de l'effectif du FC Auch puis de la Section paloise. Il est le père de l'internationale Margaux Ducès. À l'issue de sa carrière, il travaille à la cave du Jurançon (AOC).

## Carrière

### Joueur
Après avoir commencé sa carrière à Auch, Ducès rejoint la Section paloise en 1995, où il s'impose au poste de demi d'ouverture.
Il est finaliste du Challenge Yves du Manoir 1995-1996 avec la Section paloise.

### Entraîneur
En binôme avec Joël Rey, Ducès méne les juniors palois au titre de Crabos. Parmi ces joueurs figuraient Julien Fumat, Mickaël Drouard ou encore Julien Dumora.
Depuis 2021, il entraîne le RC Bassoues.

## Palmarès
Coupe de France Yves-du-Manoir:  1997